# Basses
Cet article possède un paronyme, voir Basse.
Basses est une commune du Centre-Ouest de la France, située dans le département de la Vienne  en région Nouvelle-Aquitaine.
Ses habitants sont appelés les Bassésiens.

## Géographie

### Géologie et relief
La région de Basses présente un paysage de plaines vallonnées plus ou moins boisées. Le terroir se compose, pour l'essentiel, d'argilo sur les terres de Doucins (c’est une terre argilo-limoneuse propre à la région)  et les landes de la bordure Aquitaine, ainsi que sur les collines et les dépressions sableuses des bordures du Bassin parisien.
La lande est, ici, de type atlantique: elle est souvent dominée par la Bruyère arborescente et l’Ajonc d’Europe qui constituent un couvert difficilement pénétrable pouvant atteindre 3 m de hauteur. Dans ce cas, la lande prend le nom régional de « brandes ». C’est un espace issu de la dégradation et de l’exploitation intensive de la forêt originelle. La lande couvrait jusqu’à la fin du XIXe siècle plusieurs dizaines de milliers d’hectares (90 000 hectares pour le département de la Vienne vers 1877). Cette terre a été largement mise en culture à la suite de défrichements ou boisée avec du pin maritime. Il s’agit maintenant d’espaces marginaux et menacés car considérés comme « improductifs ». Pourtant, la lande joue un rôle majeur pour une biodiversité qui s’est adaptée et a survécu en leur sein et il s’agit également d’un espace refuge pour de nombreuses espèces de mammifères.

### Communes limitrophes
|          | Vézières |              |
| Bournand | Basses   | Sammarçolles |
|          | Loudun   |              |

### Hydrographie
La commune est traversée sur 2,8 km par le Négron.

### Climat
Pour des articles plus généraux, voir Climat de la Nouvelle-Aquitaine et Climat de la Vienne.
Historiquement, la commune est exposée à un climat océanique du nord-ouest.  
En 2020, Météo-France publie une typologie des climats de la France métropolitaine dans laquelle la commune est exposée à un climat océanique altéré et est dans la région climatique  Moyenne vallée de la Loire, caractérisée par une bonne insolation (1 850 h/an) et un été peu pluvieux.
Pour la période 1971-2000, la température annuelle moyenne est de 11,8 °C, avec une amplitude thermique annuelle de 15 °C. Le cumul annuel moyen de précipitations est de 614 mm, avec 10,5 jours de précipitations en janvier et 6,5 jours en juillet. Pour la période 1991-2020, la température moyenne annuelle observée sur la station météorologique la plus proche, située sur la commune de Loudun à 4,03 km à vol d'oiseau, est de 0,0 °C et le cumul annuel moyen de précipitations est de 0,0 mm,. Pour l'avenir, les paramètres climatiques de la commune estimés pour 2050 selon différents scénarios d’émission de gaz à effet de serre sont consultables sur un site dédié publié par Météo-France en novembre 2022.

## Urbanisme

### Typologie
Au 1er janvier 2024, Basses est catégorisée commune rurale à habitat très dispersé, selon la nouvelle grille communale de densité à sept niveaux définie par l'Insee en 2022.
Elle est située hors unité urbaine. Par ailleurs la commune fait partie de l'aire d'attraction de Loudun, dont elle est une commune de la couronne,. Cette aire, qui regroupe 25 communes, est catégorisée dans les aires de moins de 50 000 habitants,.

### Occupation des sols
L'occupation des sols de la commune, telle qu'elle ressort de la base de données européenne d’occupation biophysique des sols Corine Land Cover (CLC), est marquée par l'importance des territoires agricoles (82,3 % en 2018), une proportion sensiblement équivalente à celle de 1990 (83 %). La répartition détaillée en 2018 est la suivante : 
terres arables (74,9 %), forêts (14,2 %), prairies (7,2 %), zones urbanisées (2,9 %), espaces verts artificialisés, non agricoles (0,6 %), zones agricoles hétérogènes (0,2 %). L'évolution de l’occupation des sols de la commune et de ses infrastructures peut être observée sur les différentes représentations cartographiques du territoire : la carte de Cassini (XVIIIe siècle), la carte d'état-major (1820-1866) et les cartes ou photos aériennes de l'IGN pour la période actuelle (1950 à aujourd'hui).

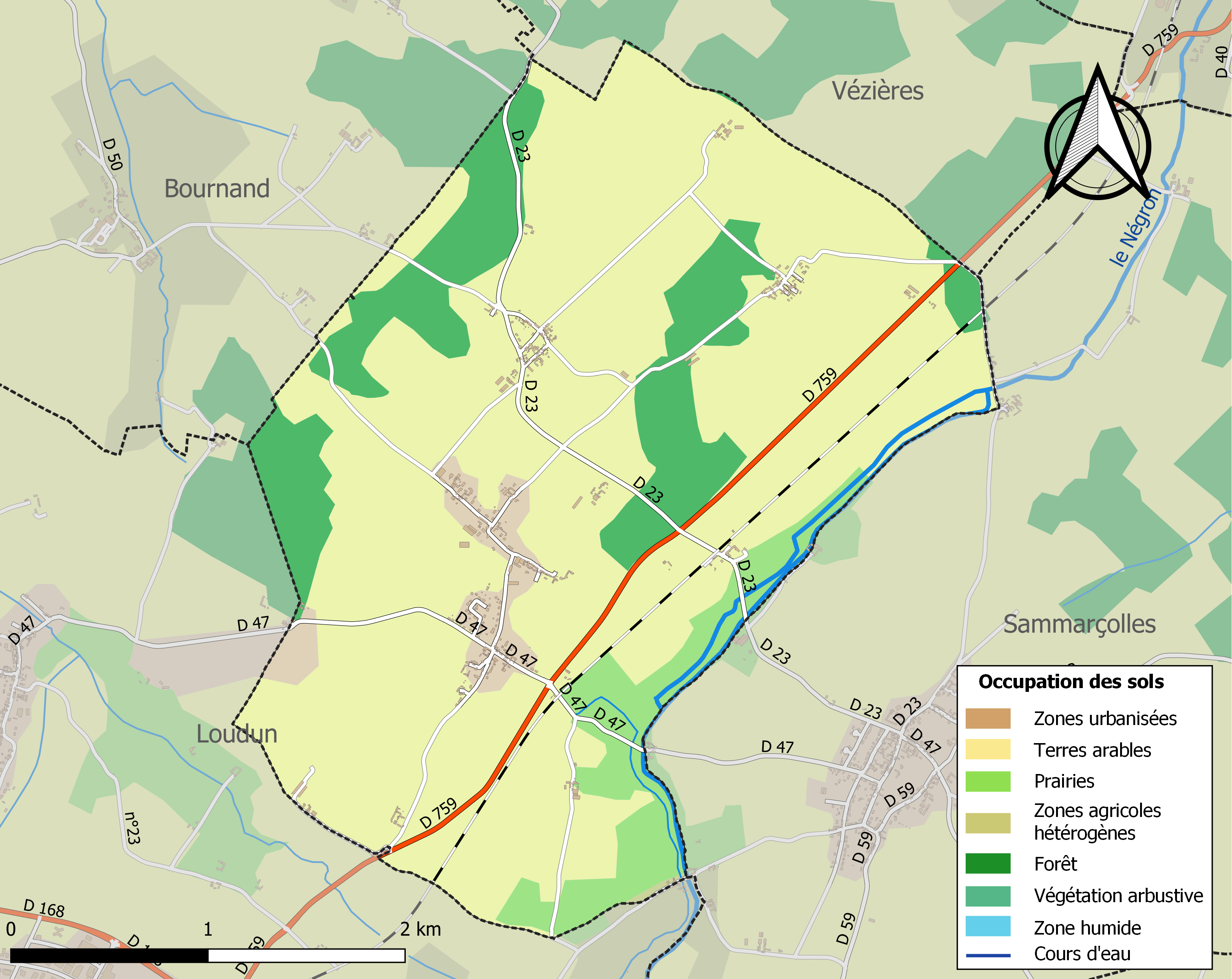
Carte des infrastructures et de l'occupation des sols de la commune en 2018 (CLC).

### Risques majeurs
Le territoire de la commune de Basses est vulnérable à différents aléas naturels : météorologiques (tempête, orage, neige, grand froid, canicule ou sécheresse), inondations, mouvements de terrains et séisme (sismicité modérée). Il est également exposé à un risque technologique,  le transport de matières dangereuses. Un site publié par le BRGM permet d'évaluer simplement et rapidement les risques d'un bien localisé soit par son adresse soit par le numéro de sa parcelle.

#### Risques naturels
Certaines parties du territoire communal sont susceptibles d’être affectées par le risque d’inondation par débordement de cours d'eau, notamment le Négron. La commune a été reconnue en état de catastrophe naturelle au titre des dommages causés par les inondations et coulées de boue survenues en 1982, 1995, 1999, 2010 et 2013,.

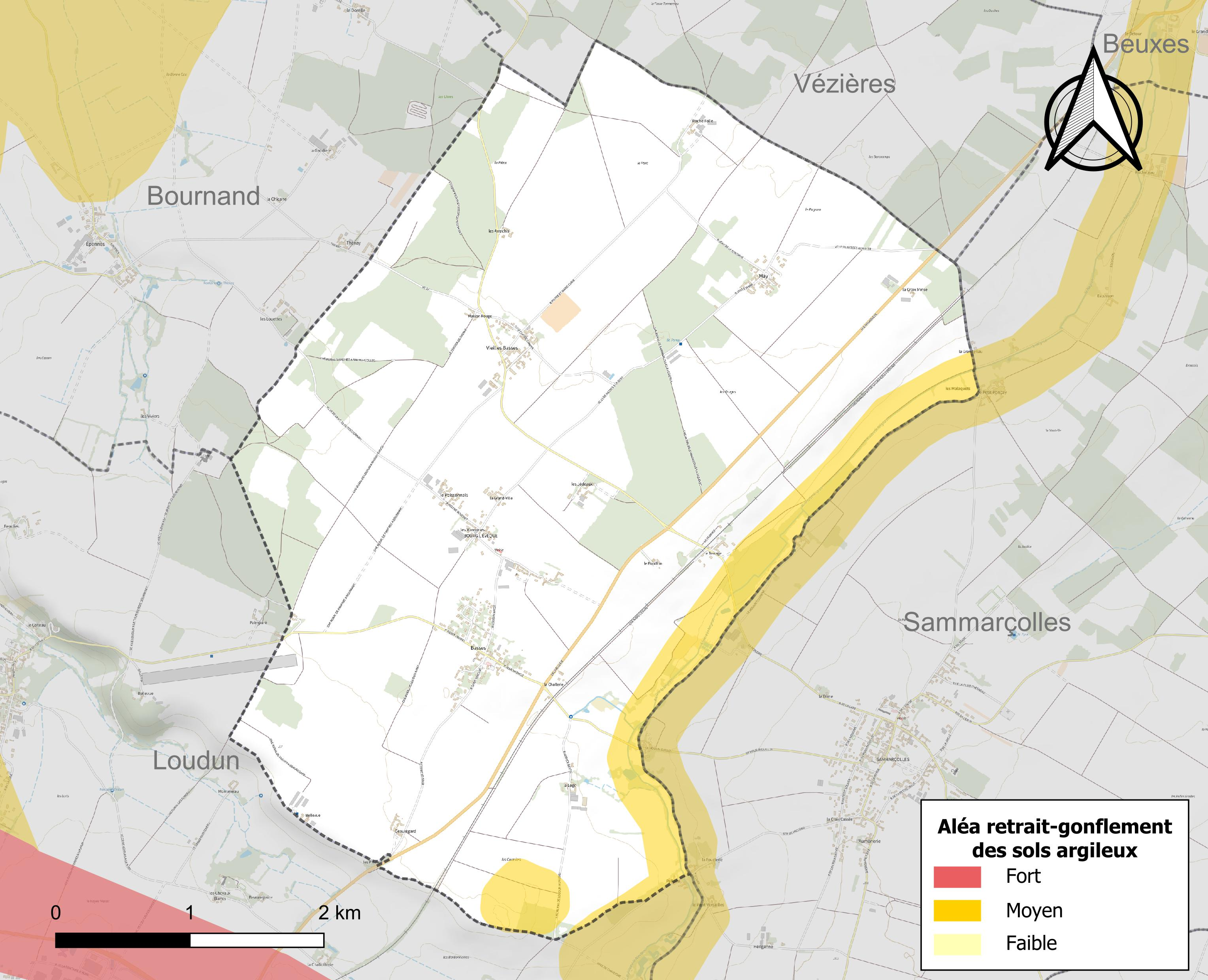
Carte des zones d'aléa retrait-gonflement des sols argileux de Basses.

Les mouvements de terrains susceptibles de se produire sur la commune sont des tassements différentiels. Le retrait-gonflement des sols argileux est susceptible d'engendrer des dommages importants aux bâtiments en cas d’alternance de périodes de sécheresse et de pluie. 7,6 % de la superficie communale est en aléa moyen ou fort (79,5 % au niveau départemental et 48,5 % au niveau national). Depuis le 1er octobre 2020, en application de la loi ÉLAN, différentes contraintes s'imposent aux vendeurs, maîtres d'ouvrages ou constructeurs de biens situés dans une zone classée en aléa moyen ou fort,.
La commune a été reconnue en état de catastrophe naturelle au titre des dommages causés par des mouvements de terrain en 1999 et 2010.

## Toponymie
Le nom du village désigne une terre basse, voire des bas-fonds.

## Politique et administration

### Instances judiciaires et administratives
La commune relève du tribunal judiciaire de Poitiers, de la cour d'appel de Poitiers, du tribunal pour enfants de Poitiers, du conseil de prud'hommes de Poitiers, du tribunal de commerce de Poitiers, du tribunal administratif de Poitiers et de la cour administrative d'appel de  Bordeaux, du tribunal des pensions de Poitiers, du Pôle social du Tribunal Judiciaire de Poitiers, de la cour d’assises de la Vienne.

## Démographie
L'évolution du nombre d'habitants est connue à travers les recensements de la population effectués dans la commune depuis 1793. Pour les communes de moins de 10 000 habitants, une enquête de recensement portant sur toute la population est réalisée tous les cinq ans, les populations de référence des années intermédiaires étant quant à elles estimées par interpolation ou extrapolation. Pour la commune, le premier recensement exhaustif entrant dans le cadre du nouveau dispositif a été réalisé en 2008.

En 2022, la commune comptait 336 habitants, en évolution de +3,07 % par rapport à 2016 (Vienne : +0,6 %, France hors Mayotte : +2,11 %).
| 1793 | 1800 | 1806 | 1821 | 1831 | 1836 | 1841 | 1846 | 1851 |
| ---- | ---- | ---- | ---- | ---- | ---- | ---- | ---- | ---- |
| 260  | 272  | 234  | 181  | 279  | 284  | 253  | 241  | 238  |

| 1856 | 1861 | 1866 | 1872 | 1876 | 1881 | 1886 | 1891 | 1896 |
| ---- | ---- | ---- | ---- | ---- | ---- | ---- | ---- | ---- |
| 302  | 309  | 280  | 260  | 273  | 264  | 257  | 280  | 240  |

| 1901 | 1906 | 1911 | 1921 | 1926 | 1931 | 1936 | 1946 | 1954 |
| ---- | ---- | ---- | ---- | ---- | ---- | ---- | ---- | ---- |
| 249  | 272  | 273  | 274  | 269  | 279  | 258  | 275  | 289  |

| 1962 | 1968 | 1975 | 1982 | 1990 | 1999 | 2006 | 2008 | 2013 |
| ---- | ---- | ---- | ---- | ---- | ---- | ---- | ---- | ---- |
| 256  | 253  | 214  | 284  | 364  | 371  | 353  | 348  | 341  |

| 2018 | 2022 | - | - | - | - | - | - | - |
| ---- | ---- | - | - | - | - | - | - | - |
| 319  | 336  | - | - | - | - | - | - | - |

En 2008, selon l'Insee, la densité de population de la commune était de 33 hab./km2, contre 61 hab./km2 pour le département, 68 hab./km2 pour la région Poitou-Charentes et 115 hab./km2 en France.

## Économie
Selon la Direction régionale de l'Alimentation, de l'Agriculture et de la Forêt de Poitou-Charentes, il n'y a plus que 18 exploitations agricoles en 2010 contre 19 en 2000. Cette baisse du nombre d’exploitations agricoles sur le territoire de la commune s’inscrit dans une évolution globale qui touche l’ensemble du département de la Vienne puisque de 2000 à 2007, 660 exploitations ont disparu soit -16 %. Pour l’avenir, une inquiétude demeure quant à la pérennité et à la transmission de ces exploitations agricoles du fait du vieillissement la population agricole. En outre, c’est la tranche des moins de 40 ans qui est concernée par la baisse des effectifs. Ce phénomène concerne également dans une moindre mesure, la tranche des 40 à 49 ans. Ceci illustre les difficultés auxquelles sont confrontées les jeunes agriculteurs pour s’installer et faire perdurer leur exploitations.
Les surfaces agricoles utilisées ont très légèrement augmenté et sont passées de 1 343 hectares en 2000 à 1 381 hectares hectares en 2010. 50 % sont destinées à la culture des céréales (blé tendre essentiellement mais aussi orges et maïs), 18 % pour les oléagineux (colza et tournesol), 11 % pour le fourrage et 14 % reste en herbes.
7 exploitations en 2010 (contre 8 en 2000) abritent un élevage de bovins (762 têtes en 2010 contre 719 têtes en 2000). L'élevage de volailles a connu une progression et une concentration importante : 29 943 têtes en 2000 répartis sur 10 fermes contre 51 822 têtes en 2010 répartis sur 6 fermes.
Il existe (en 2011) deux élevages de volailles et de gibiers à plumes (globalement :76 700 têtes.

## Culture locale et patrimoine

### Lieux et monuments
- Château des Jédeaux[29].
- Église Saint-Vincent de Basses.